# Filofrósine

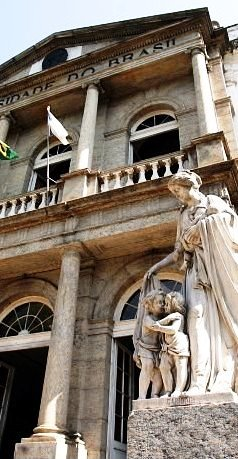
Escultura de Filofrósine en Brasil.

En la mitología griega, Filofrósine (en griego Φιλοφροσύνη y en latín Philophrosyne, "amabilidad") fue la personificación del optimismo, la amabilidad y la bienvenida. Era hija de Hefesto y Aglaya. Filofrósine está asociada a Eufilo («amistad») y Eufrósine («felicidad»), si es que no son el mismo personaje.
«(I) Seguramente es por eso también por lo que celebran a Hefesto como creador del cielo. Lo asocian a Aglaya, porque engalana (aglaizo) todo el cielo con el abigarramiento de los astros». (II) «Por tal motivo los teólogos [...] hacen nacer de Hefesto y de Aglaya a Euclea (Εὔκλεια, «gloria»), a Eutenea (Ευσθένεια, «estabilidad»), a Eufema (Εὒφημη, «proclamación») y a Filofrósine (Φιλοφροσύνη, «amabilidad»)».